# Canadian Women's Open
Het Canadian Women's Open is een professional dames-golftoernooi in Canada. De organisatie is in handen van de Royal Canadian Golf Association. Het prijzengeld is na het US Women's Open en de Evian Masters het hoogste op de LPGA Tour.
Het toernooi werd in 1973 opgericht als het nationale kampioenschap, bestaande uit drie rondes van 18 holes. Het werd door de Canadese Jocelyne Bourassa gewonnen. Het zou de enige keer zijn  dat er een Canadese winnares zou zijn.
In 1978 werd dat uitgebreid tot 72 holes. Van 1979-2000 telde het Canadees Open mee als Major, in 2001 werd het als dusdanig vervangen door het Brits Open, dat ook sindsdien in Europa als Major telde.

## Winnaressen
Het prijzengeld is in Amerikaanse dollars.
| 1973                                              | Montreal Municipal Golf Club       | Jocelyne Bourassa po | 214   | -5    |             |            |
| 1974                                              | Candiac Golf Club                  | Carole Jo Skala      | 208   | -11   |             |            |
| 1975                                              | St. George's Golf and Country Club | JoAnne Carner po     | 214   | -5    |             |            |
| 1976                                              | Cedar Brae Golf & Country Club     | Donna Caponi po      | 212   | -4    |             |            |
| 1977                                              | Lachute Golf Club                  | Judy Rankin          | 212   | -4    |             |            |
| 1978                                              | St. George's Golf and Country Club | JoAnne Carner        | 278   | -14   |             |            |
| Classique Peter Jackson Classic                   |                                    |                      |       |       |             |            |
| 1979                                              | Richelieu Valley Golf Club         | Amy Alcott           | 285   | -7    |             |            |
| 1980                                              | St. George's Golf and Country Club | Pat Bradley          | 277   | -15   |             |            |
| 1981                                              | Summerlea Golf & Country Club      | Jan Stephenson       | 278   | -10   |             |            |
| 1982                                              | St. George's Golf and Country Club | Sandra Haynie        | 280   | -8    |             |            |
| 1983                                              | Beaconsfield Golf Club             | Hollis Stacy         | 277   | -11   |             |            |
| Classique du Maurier Classic                      |                                    |                      |       |       |             |            |
| 1984                                              | St. George's Golf and Country Club | Juli Inkster         | 279   | -9    |             |            |
| 1985                                              | Beaconsfield Golf Club             | Pat Bradley          | 278   | -10   |             |            |
| 1986                                              | Board of Trade Country Club        | Pat Bradley po       | 276   | -12   |             |            |
| 1987                                              | Islesmere Golf Club                | Jody Rosenthal       | 272   | -16   |             |            |
| Classique du Maurier Ltée, du Maurier Ltd Classic |                                    |                      |       |       |             |            |
| 1988                                              | Vancouver Golf Club                | Sally Little         | 279   | -9    |             |            |
| 1989                                              | Beaconsfield Golf Club             | Tammie Green         | 279   | -9    |             |            |
| 1990                                              | Westmount Golf & Country Club      | Cathy Johnton        | 276   | -16   |             |            |
| 1991                                              | Vancouver Golf Club                | Nancy Scranton       | 279   | -9    |             |            |
| 1992                                              | St. Charles Country Club           | Sherri Steinhauer    | 277   | -11   |             |            |
| 1993                                              | London Hunt Club                   | Brandie Burton po    | 277   | -11   |             |            |
| 1994                                              | Ottawa Hunt and Golf Club          | Martha Nause         | 279   | -9    |             |            |
| 1995                                              | Beaconsfield Golf Club             | & Jenny Lidback      | 280   | -8    |             |            |
| 1996                                              | Edmonton Country Club              | Laura Davies         | 277   | -11   |             |            |
| 1997                                              | Glen Abbey Golf Course             | Colleen Walker       | 278   | -14   |             |            |
| 1998                                              | Essex Golf & Country Club          | Brandie Burton       | 270   | -18   |             |            |
| 1999                                              | Priddis Greens Golf & Country Club | Karrie Webb          | 277   | -11   |             |            |
| 2000                                              | Royal Ottawa Golf Club             | Meg Mallon           | 282   | -6    |             |            |
| Jaar                                              | Baan                               | Winnares             | Score | Score | Prijzengeld | 1ste prijs |
| Bank of Montreal Canadian Women's Open            |                                    |                      |       |       |             |            |
| 2001                                              | Angus Glen Golf Club               | Annika Sörenstam     | 272   | -16   | 1.200.000   | 180.000    |
| 2002                                              | Summerlea Golf and Country Club    | Meg Mallon           | 284   | -4    | 1.200.000   | 180.000    |
| BMO Financial Group Canadian Women's Open         |                                    |                      |       |       |             |            |
| 2003                                              | Point Grey Golf & Country Club     | Beth Daniel          | 276   | -12   | 1.300.000   | 195.000    |
| 2004                                              | Legends on the Niagara             | Meg Mallon           | 270   | -18   | 1.300.000   | 195.000    |
| 2005                                              | Glen Arbour Golf Course            | Meena Lee            | 279   | -9    | 1.300.000   | 195.000    |
| CN Canadian Women's Open                          |                                    |                      |       |       |             |            |
| 2006                                              | London Hunt and Country Club       | Cristie Kerr         | 276   | -12   | 1.700.000   | 255.000    |
| 2007                                              | Royal Mayfair Golf & Country Club  | Lorena Ochoa         | 268   | -16   | 2.250.000   | 337.500    |
| 2008                                              | Ottawa Hunt and Golf Club          | Katherine Hull       | 277   | -11   | 2.250.000   | 337.500    |
| 2009                                              | Priddis Greens Golf & Country Club | Suzann Pettersen     | 269   | -15   | 2.750.000   | 412.500    |
| 2010                                              | St. Charles Country Club           | Michelle Wie         | 276   | -12   | 2.250.000   | 337.500    |
| 2011                                              | Hillsdale Golf & Country Club      | BrittanyLincicome    | 275   | -13   | 2.250.000   | 337.500    |
| 2012                                              | Vancouver Golf Club                |                      |       |       | 2.250.000   | 337.500    |

 Coates Golf Championship ·
 Pure Silk Bahamas LPGA Classic ·
 Women's Australian Open ·
 LPGA Thailand ·
 HSBC Women's Champions ·
 Founders Cup ·
 Kia Classic ·
 Chevron Championship ·
 LPGA Lotte Championship ·
 Swinging Skirts LPGA Classic ·
 North Texas LPGA Shootout ·
 Kingsmill Championship ·
 Airbus LPGA Classic ·
 ShopRite LPGA Classic ·
 Manulife Financial LPGA Classic ·
 Women's PGA Championship ·
 NW Arkansas Championship ·
 US Women's Open ·
 Marathon Classic ·
 Meijer LPGA Classic ·
 Women's Open ·
 Portland Classic ·
 Canadian Women's Open ·
 Yokohama Tire LPGA Classic ·
 The Evian Championship ·
 Reignwood LPGA Classic ·
 LPGA Malaysia ·
 LPGA KEB HanaBank Championship ·
 Blue Bay LPGA ·
 LPGA Taiwan Championship ·
 LPGA Japan Classic ·
 Lorena Ochoa Invitational ·
 CME Group Tour Championship
International Crown · Solheim Cup · Wendy's 3-Tour Challenge